# 山本たかお
山本 たかお（やまもと たかお、本名：山本 隆夫、1959年1月26日 - ）は、日本のテレビプロデューサー。2018年からテレビ朝日役員待遇。
テレビ朝日役員待遇総合編成局制作1部エグゼクティブプロデューサーで、バラエティ・音楽制作プロデューサー、事業局イベント事業部も兼務する。

## 来歴
京都府生まれ。1977年六甲高等学校卒業。1982年一橋大学法学部卒業。
1982年にテレビ朝日入社。同期にはアナウンサーの森下桂吉、朝岡聡、迫文代がいる。
同局の看板的番組である音楽番組『ミュージックステーション』のディレクター（後にプロデューサー）を番組初期の頃から担当し、現在に至っている。一時期にプロデューサーを離れていた事があるが、現在は、チーフプロデューサー、2013年10月からはエグゼクティブプロデューサーとなっている。
同局では主に音楽番組を担当している。また、2010年からはタモリが司会を務めている深夜・バラエティ番組『タモリ倶楽部』のプロデューサーも務める事になった。
2007年6月27日までは、編成制作局制作1部長を担当。後任は平城隆司が就任。
2012年頃からは、編成制作局次長の兼務を解かれる。
2016年6月からは、総合編成局に改称した。
2018年7月1日より現職。
2024年10月で担当した番組を離れ、藤城剛ゼネラルプロデューサーに引き継いだ。
テレビ朝日編成制作局エグゼクティブプロデューサー兼事業局イベント事業部を経て、2018年テレビ朝日役員待遇。

## 過去の担当番組
- 秋一番!!加トちゃんケンちゃんスペシャル（1989年、ディレクター）
- タモリの音楽ステーション（演出・プロデューサー）
- 27時間チャレンジテレビ（1996年プロデューサー、1997年チーフプロデューサー）
- 8時だJ（ディレクター）
- Mの黙示録
- パパパパパフィー（プロデューサー）
- 日本歌謡大賞（第17回、ディレクター）
- 裸の少年（ディレクター）
- 生放送はとまらない!（制作統括）
- Matthew's Best Hit TV（前期担当）
- 関ジャニ∞の代打屋
- 中川ブロードウェイ・ストリート（企画）
- いいはなシーサー（オブザーバー）
- Can!ジャニ（オブザーバー）
- 心に残るニッポンの歌（オブザーバー）
- 天才をつくる!ガリレオ脳研（オブザーバー）
- タモリ倶楽部（エグゼクティブプロデューサー、『今夜だけタモリ倶楽部スペシャル』ではオブザーバーを担当）
- ミュージックステーション（エグゼクティブプロデューサー）
  - ミュージックステーションスーパーライブ
  - ミュージックステーションウルトラFES
- 関ジャム 完全燃SHOW（エグゼクティブプロデューサー）

他